# Универзитет у Даблину
Универзитет у Даблину (irs. Ollscoil Átha Cliath, eng. University of Dublin, lat. Universitas Dubliniensis), ирска је академска установа из Даблина. Универзитет носи ккорпоративну ознаку Chancellor, Doctors and Masters of the University of Dublin.

## Историја
Основала га је енглеска краљица Елизабета I 1592. године. Акт којим је основан је повеља коју је краљица издала колеџу Tринити у Даблину као „мајка универзитета“, тако да је то најстарији ирски универзитет који и данас функционише. Изграђен је по узору на универзитет у  Оксфорду и Кембриџу, ипак за разлику од њих овде је основан само један колеџ, као такав, имена Колеџа Тринити ("Trinity College") и Универзитета у Даблину ("University of Dublin") имају исто значење из практичних разлога.
Овај универзитет је један од седам давних универзитета Британије и Ирске. Члан је удружења ирских универзитета (Irish Universities Association), Универзитета Ирска (Universities Ireland) и Групе из Коимбре. Европско удружење универзитета AMBA i CLUSTER-a, LERU.
Данас је ректор Мери Робинсон (Mary Robinson). Године 2011, на њему је од особља радило 1404 академских радника,1456 чиновника и студирало 16.747 студената од којих је 11.844 дипломираних и 4093 постдипломских студената.